# Luis Serrano Barrientos
Luis Alfredo Serrano Barrientos (Oruro, 16 de mayo de 1998) es un futbolista boliviano. Juega como centrocampista en Gualberto Villarroel de la Primera División de Bolivia.

## Trayectoria

#### Inicios
Se inició como futbolista en las inferiores del Oruro Royal.

#### San José
Debutó con el primer equipo de San José el 3 de marzo de 2018 en la jornada 6 del Torneo Apertura 2018 contra Aurora.

## Estadísticas
| Club                         | Div.          | Temporada     | Liga  | Liga  | Internacional | Internacional | Total | Total | Total |
| Club                         | Div.          | Temporada     | Part. | Goles | Part.         | Goles         | Part. | Goles |       |
| ---------------------------- | ------------- | ------------- | ----- | ----- | ------------- | ------------- | ----- | ----- | ----- |
| San José · Bolivia           | 1.ª           | 2018          | 1     | 0     | —             | —             | 1     | 0     |       |
| San José · Bolivia           | 1.ª           | 2019          | —     | —     | —             | —             | 0     | 0     |       |
| San José · Bolivia           | 1.ª           | 2020          | 11    | 0     | 1             | 0             | 12    | 0     |       |
| Atlético Palmaflor · Bolivia | 1.ª           | 2021          | 2     | 0     | —             | —             | 2     | 0     |       |
| Total club                   | Total club    | Total club    | 14    | 0     | 1             | 0             | 15    | 0     |       |
| Total carrera                | Total carrera | Total carrera | 14    | 0     | 1             | 0             | 15    | 0     |       |
| 1. 2.                        |               |               |       |       |               |               |       |       |       |

## Palmarés

### Títulos nacionales
| Título             | Club                 | Año                |
| ------------------ | -------------------- | ------------------ |
| Primera División   | San José             | Clausura 2018      |
| Copa Simón Bolívar | Gualberto Villarroel | Copa Simón Bolívar |